# Anaxyrus woodhousii
Anaxyrus woodhousii är en groddjursart som först beskrevs av Girard 1854.  Den ingår i släktet Anaxyrus och familjen paddor. IUCN kategoriserar arten globalt som livskraftig, och populationen är stabil.

## Underarter
Arten delas in i följande underarter:
- A. w. australis
- A. w. woodhousii

## Bildgalleri

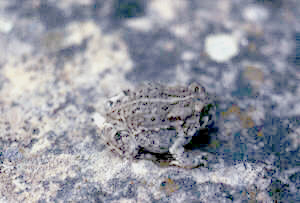
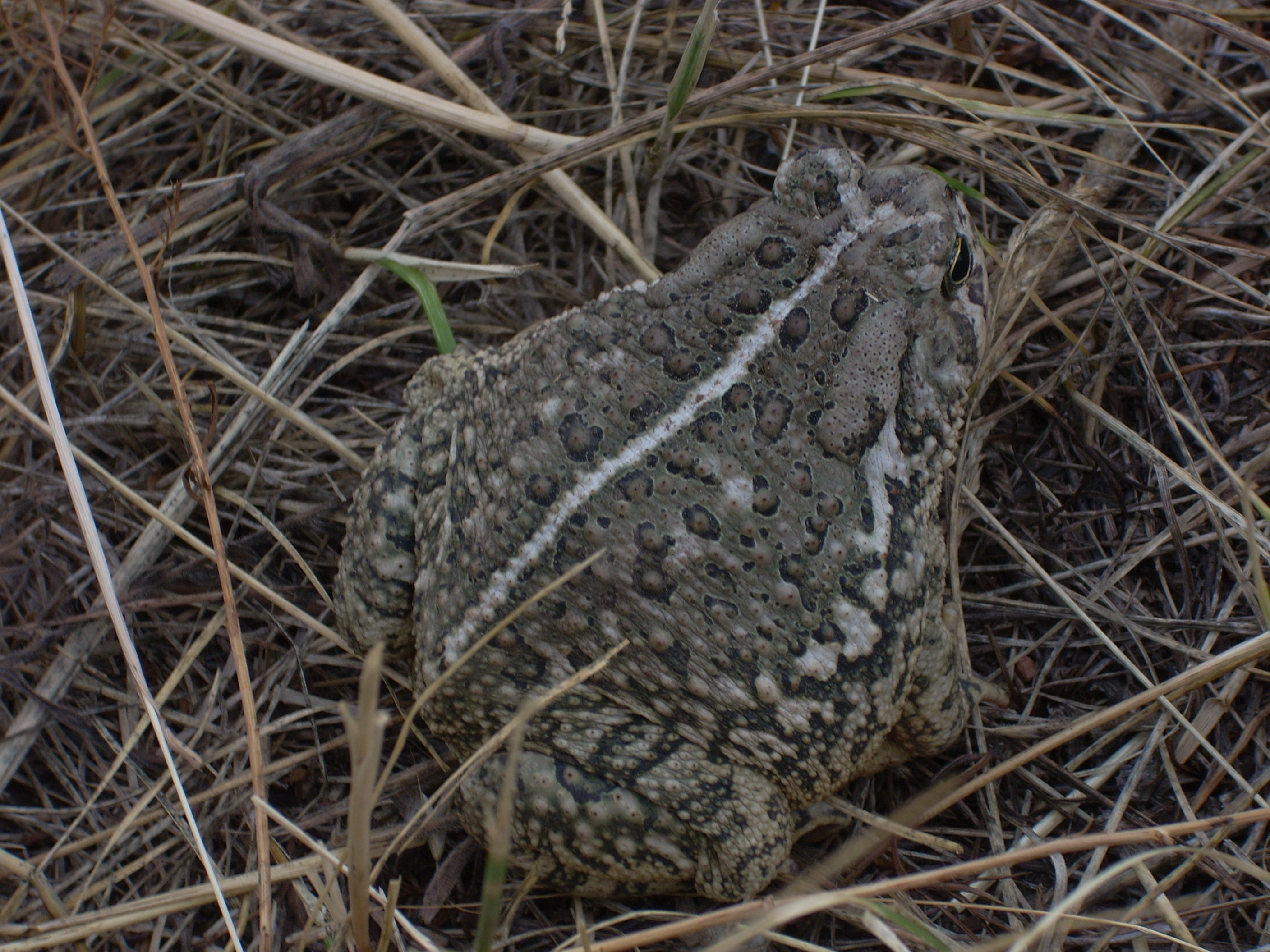